# Lecanora interjecta
Lecanora interjecta är en lavart som beskrevs av Müll. Arg. Lecanora interjecta ingår i släktet Lecanora och familjen Lecanoraceae.   Inga underarter finns listade i Catalogue of Life.